# 烏克蘭第33機械旅
第33機械旅（烏克蘭語：33-тя окрема механізована бригада)是乌克兰陆军的旅，成立于2016年。參加過2023年乌克兰反攻。